# Amor perseguit
Amor perseguit (títol original en anglès Love at Large) és una comèdia policíaca estatunidenca dirigida per Alan Rudolph, estrenada el 1990 i doblada al català.

## Argument
Harry Dobbs, detectiu privat a Portland, és contractat per Miss Dolan per seguir el seu amant, Rick, un perillós gàngster que sospita que vol matar-la. Però la descripció que en dona és aproximada i Harry s'equivoca de persona. Segueix Frederick King, un tranquil home de negocis que porta en realitat una doble vida.

## Repartiment
- Tom Berenger: Harry Dobbs
- Elizabeth Perkins: Stella Wynkowski
- Anne Archer: Miss Dolan
- Kate Capshaw: Mrs. Ellen McGraw
- Annette O'Toole: Mrs. King
- Ted Levine: Frederick King / James McGraw
- Ann Magnuson: Doris
- Kevin J. O'Connor: Art the Farmhand
- Ruby Dee: Corrine Dart
- Barry Miller: Marty
- Neil Young: Rick